# 西普萊森特維尤 (科羅拉多州)
西普萊森特維尤（英語：West Pleasant View）是位於美國科羅拉多州傑佛遜縣的一個人口普查指定地區。

## 地理
西普萊森特維尤的座標為39°43′58″N 105°10′44″W / 39.73278°N 105.17889°W，而該地最高點為海拔高度1800米（即5800英尺）。

## 人口
根據2010年美國人口普查的數據，西普萊森特維尤的面積為3.86平方千米，均為陸地。當地共有人口3840人，而人口密度為每平方千米994人。